# Naugaon (Bundelkhand)
Naugaon o Nowgong fou una ciutat i campament militar britànic a l'estat de Chhatarpur, quarter general de l'agent polític del Bundelkhand. Era campament de tropes britàniques i natives i quarter general del departament d'Obres Públiques de l'Índia central. És a 35 km d'Harpalpur. El 1901 tenia una població d'11.507 habitants. El cantonment (campament militar) fou creat el 1843 i fou ampliat el 1869 amb més territoris adquirits al raja de Chhatarpur. El 1874 es va comprar el poble de Pipri i terres a l'entorn i es va formar l'estació civil o seu de govern de l'agència del Bundelkhand. Avui forma part del districte de Chhatarpur a Madhya Pradesh. El 1857 la guarnició formada per una ala del 12è d'infanteria de Chennai, un ala del 14è de cavalleria irregular i 6 canons del 9è d'una bateria nativa, es va revoltar el 10 de juliol però els europeus foren respectats i van poder marxar a Banda sense ser molestats.